# なにしてんの
「なにしてんの」は、ユニバーサルミュージックから1999年2月3日発売されたSURFACEの4枚目のシングル。

## 解説
表題曲はフジテレビ系テレビドラマ『お水の花道』の主題歌。
競馬騎手の福永祐一は、勝てなくて落ち込んでいたときにこの曲を聞いて立ち直ったと話しており、大事なレースの前には聞いているという。

## 収録曲
1. なにしてんの（3:33）
作詞：椎名慶治、作曲：椎名慶治・永谷喬夫、編曲：SURFACE
2. Room（3:38）
作詞：椎名慶治・野口圭、作曲：SURFACE、編曲：SURFACE
3. なにしてんの（original karaoke）（3:33）
4. Room（original karaoke）（3:38）

## 収録アルバム
- 『「お水の花道」オリジナルサウンドトラック』（1999年2月24日）[2]
- 『Phase to Fate』（2001年3月14日）[3]
- 『SURFACE』（2001年12月19日）[4]
- 『LOVE STORIES V』（2004年4月1日）[5]
- 『DRIVIN' J-POP MEMORIES』（2008年9月10日）[6]
- 『Last Attraction』（2010年4月28日）[7]